# Distretto di Shimla
Il distretto di Shimla è un distretto dell'Himachal Pradesh, in India, di 721 745 abitanti. Il suo capoluogo è Shimla.